# Electric GT
Electric GT será un campeonato internacional de automóviles eléctricos. Todos los equipos y pilotos usarán el mismo modelo, una versión modificada expresamente para la Electric GT del Tesla Model S: el Tesla Model S P100D, con una potencia de 778 caballos que puede acelera de 0 a 100 kilómetros/hora en 2,1 segundos, teniendo una velocidad máxima de 250 km/h. La temporada inaugural estaba planeada para 2018, pero por algún motivo nunca comenzó.